# Ophélie Roquet
 (août 2018).
Pour les articles homonymes, voir Roquet (homonymie).
Ophélie Roquet est une joueuse internationale de rink hockey née le 28 novembre 1980.

## Biographie
En 1999, elle participe au championnat d'Europe au sein de l'équipe de France. 

## Palmarès
- 8e championnat d'Europe (1999)